# Henri Brocard
Pierre René Jean Baptiste Henri Brocard (12 de mayo de 1845 - 16 de enero de 1922) fue un meteorólogo y matemático francés, en particular un geómetra. Su descubrimiento mejor conocido es la invención y hallazgo de las propiedades de los puntos de Brocard, el círculo de Brocard y el triángulo de Brocard, todos los cuales llevan su nombre.
El matemático contemporáneo Nathan Court escribió que él, junto con Émile Lemoine y Joseph Neuberg, fue uno del tres cofundadores de la geometría triangular moderna. Está nombrado como Emérito en la Academia Internacional de Ciencias, fue galardonado con la Orden de las Palmas Académicas, y fue un agente de la Legión de Honor.
Pasó la mayor parte de su vida estudiando meteorología como un agente en la marina francesa, pero no parece haber hecho ninguna contribución original notable al tema.

## Biografía

### Primeros años
Pierre René Jean Baptiste Henri Brocard nació el 12 de mayo de 1845, en Vignot (una parte de Commercy, Mosa), hijo de Elizabeth Auguste Liouville y Jean Sebastien Brocard. De niño asistió al Liceo en Marsella y después al Liceo en Estrasburgo. Después de graduarse del Liceo, entró a la Academia en Estrasburgo donde se preparó para el examen de admisión a la prestigiosa École Polytechnique en París, a la cual fue aceptado en 1865.

#### École Polytechnique y carrera militare

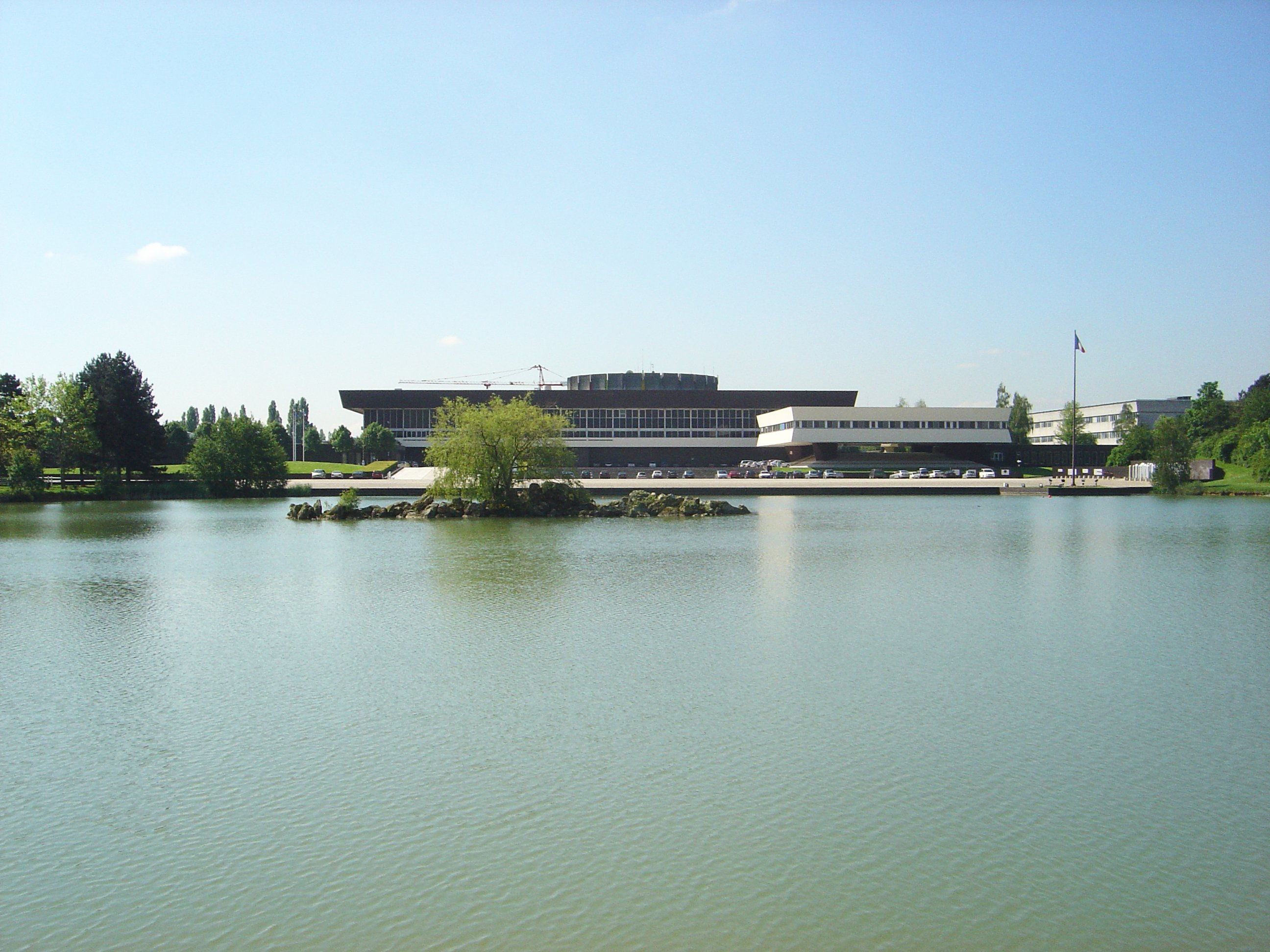
La École Polytechnique.

Brocard asistió a la École Polytechnique de 1865 a 1867.
De acuerdo a la norma en aquel tiempo, Brocard, después de graduarse, fue un agente técnico en el ejército francés, el cual había sido reorganizado en 1866. Fungió como meteorólogo en la marina francesa, y también como técnico general.
Brocard pronto estuvo en el servicio activo, cuando Napoleón III declaró la guerra a Prusia. Brocard fue uno de los 120 000 hombres que el Mariscal MacMahon dirigió hacia Metz para liberar al ejército francés del Rin. Aun así, el ejército francés fue derrotado el 31 de agosto en la Batalla de Sedán, y fue capturado prisionero junto con aproximadamente otros 83 000 combatientes.

### Media vida
Después de que Brocard fue liberado,  regresó a su posición militar y a la enseñanza continua, publicó sus artículos matemáticos en la revista matemática más popular de aquel tiempo, Nouvelles Correspondances Mathématiques (también llamado Nouvelles annales mathématiques). Se unió a la Sociedad Matemática de Francia en 1873, justo un año después de su fundación. En 1875 fue introducido a la Asociación Francesa para el Avance de la Ciencia así como a la Sociedad Meteorológica Francesa. Poco después fue enviado a África del norte, donde sirvió como técnico militar para las fuerzas francesas establecidas en Argel, la sede de África francesa. Mientras estuvo en Argel, Brocard fundó el Instituto Meteorológico de Argel. Brocard también visitó Orán (Argelia francesa) en su estancia en África del norte, la cual estuvo ocupada por los franceses en 1831.

### Descubrimiento de los puntos de Brocard
Durante una reunión de la Asociación Francesa para el Avance de la Ciencia, Brocard presentó un artículo escrito por él mismo titulado Etudes d'un nouveau cercle du plan du triangule, su primer artículo sobre los puntos de Brocard, el Triángulo de Brocard y el Círculo de Brocard, todos los cuales hoy llevan su nombre.

### Años tardíos
En 1884 Brocard regresó a Francia. Sirvió en la Comisión Meteorológica en Montpellier antes de mudarse a Grenoble y finalmente a Bar-le-Duc. Se retiró honorablemente del ejército francés en 1910 como teniente coronel. Su otras dos publicaciones importantes fueron Notes de bibliographie des courbes géométriques (1897, 1899, publicado en dos volúmenes) y el Courbes géométriques remarquables (1920, póstumo 1967, también publicado en dos volúmenes), este último escrito en colaboración con T. Lemoyne.
Brocard asistió al Congreso Internacional de Matemáticos en Zúrich en 1897, París en 1900, Heidelberg en 1904, Roma en 1908, Cambridge, Inglaterra en 1912, y Estrasburgo en 1920.
Brocard vivió los últimos años de su vida en Bar-le-Duc. Le fue ofrecida la presidencia de la Sociedad de Cartas, Ciencias y Artes de Bar-le-Duc, del cual fue un miembro longevo y corresponsal para varias academias extranjeras, pero declinó. Murió el 16 de enero de 1922 mientras estaba en un viaje a Kensington, Londres, Inglaterra.

## Contribuciones

### Triángulo de Brocard, círculo de Brocard y puntos de Brocard

Un diagrama de los puntos de Brocard.

Las contribuciones a las matemáticas mejor conocidas de Brocard son los puntos de Brocard, el círculo de Brocard y el triángulo de Brocard. El punto positivo de Brocard (también conocido como el primer punto de Brocard) de un triángulo en un plano euclidiano es el punto interior del triángulo para el cual los tres ángulos formados por dos de los vértices y el punto son iguales. Su valor en común es el ángulo Brocard del triángulo. El círculo de Brocard en un triángulo es un círculo que tiene un diámetro del segmento de línea entre el circuncentro y la simediana. Contiene los puntos de Brocard. El triángulo de Brocard de un triángulo es un triángulo formado por la intersección de línea de un vértice a su punto de Brocard correspondiente y una línea de otro vértice a su correspondiente punto de Brocard y los otros dos puntos se construyen usando diferentes combinaciones de vértices y puntos de Brocard. El triángulo de Brocard está inscrito en el círculo de Brocard.

### Otras contribuciones matemáticas
Brocard publicó otros artículos sobre matemáticas durante su estadía en Bar-le-duc, ninguno del cual ha sido tan conocido como Etudes d'un nouveau cercle du plan du triángle. Él también descubrió un famoso problema no resuelto que, se piensa, no tiene más soluciones que las tres que él mismo ofreció. Este problema se conoce como el Problema de Brocard. Otra contribución suya es adivinar el significado del título críptico de un artículo escrito por Girard Desargues: DALG. En su artículo Analyse d'autographes et autres écrits de Girard Desargues, él conjeturó que quería decir Des Argues, Lyonnais, Geómetre, el cual es el título generalmente aceptado.

### Meteorología
Aunque Brocard hizo no descubrimientos originales notables en meteorología,  fundó el Instituto Meteorológico en Argel y sirvió como técnico meteorológico durante su tiempo en el ejército francés. También publicó varios artículos notables sobre meteorología.